# NGC 5250
NGC 5250 ist eine 13,0 mag helle, Linsenförmige Galaxie vom Hubble-Typ S0 im Sternbild Großer Bär am Nordsternhimmel. Sie ist schätzungsweise 205 Millionen Lichtjahre von der Milchstraße entfernt und hat einen Durchmesser von etwa 60.000 Lichtjahren.
Im selben Himmelsareal befinden sich u. a. die Galaxien NGC 5238, NGC 5225, IC 907.
Das Objekt wurde am 26. April 1789 von Wilhelm Herschel mit einem 18,7-Zoll-Spiegelteleskop entdeckt, der sie dabei mit „pB, S, R, vgbM“ beschrieb.